# Lead Sails Paper Anchor
Lead Sails Paper Anchor är det fjärde studioalbumet av den amerikanska gruppen Atreyu. Skivan gavs ut 28 augusti 2007. Det var gruppens första på skivbolaget Hollywood Records.

## Låtlista
1. "Doomsday" - 3:20
2. "Honor" - 3:08
3. "Falling Down" - 3:00
4. "Becoming the Bull" - 3:41
5. "When Two Are One" - 4:41
6. "Lose It" - 3:58
7. "No One Cares" - 3:03
8. "Can't Happen Here" - 4:02
9. "Slow Burn" - 3:26
10. "Blow" - 4:09
11. "Lead Sails (And a Paper Anchor)" - 4:16
12. "Clean Sheets" - 3:13